# 甑皮岩遗址
25°12′56″N 110°16′40″E / 25.21556°N 110.27778°E
甑皮岩遗址位于中国广西壮族自治区桂林市象山区独山南麓甑皮岩路，是一处新石器时代洞穴文化遗址。
甑皮岩遗址于1973年发掘。有堆积层二。出土多属打制石器，有砍砸器、刮削器、盘状器等；磨制石器有斧、锛、矛等，少数为骨器和蚌器。陶器主要是夹砂红陶，作工简单，火候较低，多饰绳纹。出土无墓穴人骨和葬具，多为蹲葬，随葬品仅两件蚌刀。经碳14测定其年代约公元前7000—公元前5500年。其同类同期遗址在广西及广东石灰岩山区多有发现。
- 甑皮岩遗址大门，远处为独山
- 甑皮岩遗址
- 甑皮岩遗址
- 出土文物——穿孔石器（地层分期：第五期）
- 出土文物——女性人头骨（地层分期：第五期）
- 出土文物——蚌刀（地层分期：第四期）